# Baba (přírodní památka, Praha-Dejvice)
Baba je přírodní památka, kterou tvoří nápadná skalní ostrožna na levém břehu Vltavy. Území PP leží v katastrálním území Dejvice. Na severu je ohraničeno ulicí V Podbabě, na jihu ulicí Paťanka a na západě sousedí s ochranným pásmem PP Dolní Šárka. Výše uvedenou přírodní památku spravuje Magistrát hlavního města Prahy.

## Lokalita

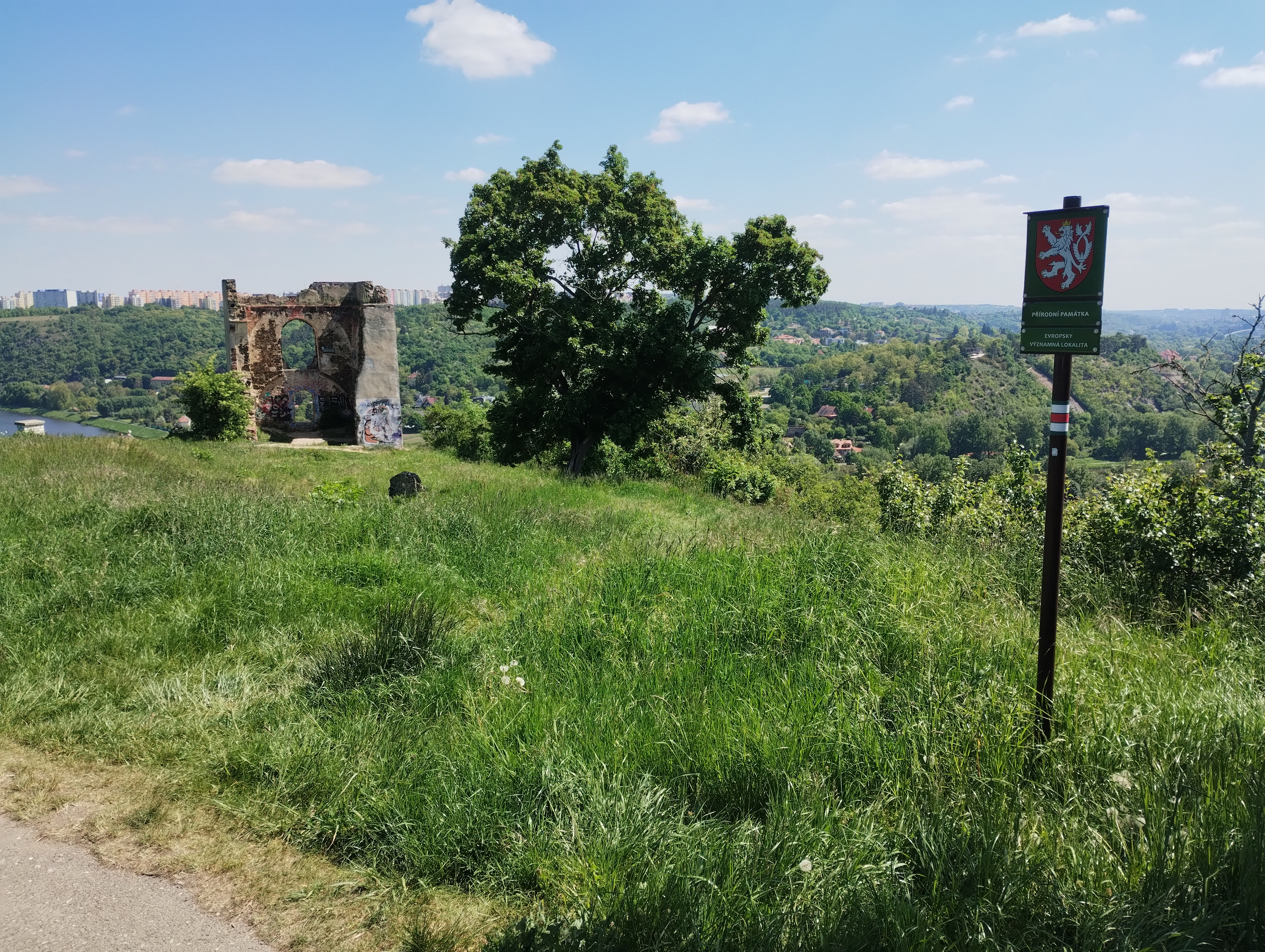
Přírodní památka Baba se zříceninou Baba

Přírodní památka Baba s rozlohou 7,33 ha se nachází na území městské části Praha 6 v Dejvicích na levém břehu Vltavy. Území leží na skalách a svazích nad železniční tratí, která vede z Prahy do Drážďan. Skály jsou tvořeny proterozoickými břidlicemi kralupsko-zbraslavské skupiny a svahy jsou dosti členité. Výrazným krajinným prvkem je samotná zřícenina Baba z poloviny 19. století. V okolí této PP se nachází i přírodní park Šárka-Lysolaje.

## Historie

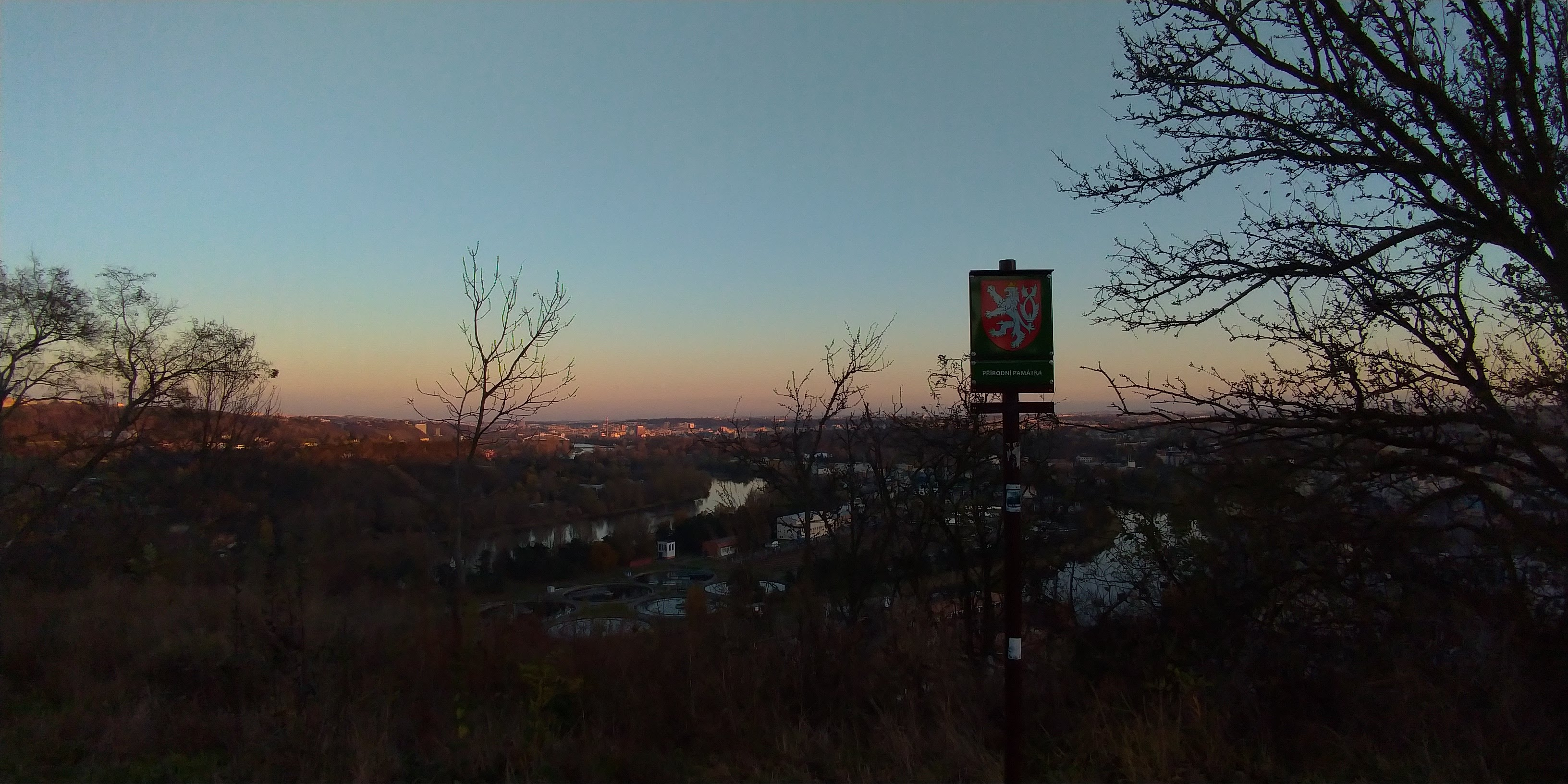
PP Baba v Dejvicích s výhledem na okolí

V roce 1982 byla Baba označena za zvláště chráněné území a v roce 2002 získala lokalita status přírodní památky. Tato lokalita byla hojně navštěvována přírodovědci už v 19. století, jelikož je významná z vědeckého i ochranářského hlediska. Dříve bylo území využívané jako pastvina (především pastva koz ještě za druhé světové války). Ale kvůli ukončení pastvy a dalších zemědělských činností se na Babě začaly šířit dřeviny, což představuje jeden z hlavních problémů v oblasti ochrany přírody. V roce 1968 se vypálila značná část území, aby se reguloval travnatý porost. Jeden z dalších zásahů do krajiny proběhl v roce 1974, jednalo se především o odstraňování invazní dřeviny, a to akátu. V roce 1976 se na místo akátu vysázel dub zimní (Quercus petraea), který ale dlouho nevydržel a přes léto uschnul. Od roku 2000 zde probíhá pastva stáda ovcí a koz ve snaze o řízenou péči.
Z poloviny 19. století se i zachovala zřícenina Baba, která je častým lákadlem pro turisty. V 19. století byla pod skalami vybudována také železniční trať, která procházela úpravami (zejména začištění železničního koridoru a jeho zajišťování sítěmi) v letech 2000 až 2003. Díky parní trakci železnice se svahy vypalovaly a přispívaly tak k regulaci rozšiřujících se křovin a porostů.

## Geologie
Jedná se o skály a srázy údolí Vltavy tvořené monotónním sledem drob a břidlic kralupsko-zbraslavské skupiny barrandienského proterozoika. Na několika místech jsou patrné proniky vyvřelin, a to především porfyritů.

## Pedologie
Srázy jsou členěny svahovými roklemi, zářezy a žlaby. Na horních hranách svahů nalezneme štěrkové terasy Vltavy, které jsou překryty spraší nacházející se v severní polovině území. Převáží středně úživné až kyselé půdy (rankery a protorankery).

## Vegetace
Jelikož jsou zde zastíněná chladnější a vlhčí místa s osluněnými teplými a suchými místy, nalezneme tu v různých částích svahů rozdílné druhy vegetace. Na osluněných částích roste převážně kostřava sivá (Festuca pallens) a tařice skalní (Aurinia saxatilis), na pozvolnějších svazích sesel sivý (Seseli osseum), na suchých drolinách ploník chluponosný (Polytrichum piliferum) a chmerek vytrvalý (Scleranthus perennis). Baba je významnou lokalitou pro vzácné druhy, jako je např. křivatec český (Gagea bohemica) a chlupáčci (např. Pilosella cymosa a P. echioides). Na terasách se substrátem bohatým na minerály je společenstvo skalní vegetace s dominantním česnekem šerým horským (Sedo albi-Allietum montani). Na místech se spraší se vyskytují společenstva kostřavových teplomilných trávníků (Erysimo crepidifolii-Festucetum valesiacae), především tedy kostřava walliská (Festuca valesiaca), kostřava žlábkatá (F. rupicola), trýzel škardolistý (Erysimum crepidifolium), modřenec tenkokvětý (Muscari tenuiflorum) atd. Najdeme zde i teplomilné křoviny s převahou hlohů, růží a trnky. Na zastíněné straně skály roste osladič obecný (Polypodium vulgare), kokořík vonný (Polygonatum odoratum), metlička křivolaká (Avenella flexuosa).

## Fauna
Fauna se skládá z teplomilných bezobratlých živočichů. Hmyz je tu hojně zastoupen. Z blanokřídlých se zde vyskytují i vzácné druhy jako jsou například samotářské včely (Megachile apicalis, Rophites algirus…), zlatěnky (Chrysis scutellaris). Dále vzácné ploštice, střevlíci, mandelinky, nosatci, tesaříci, velké množství motýlů (můra osenice mnohoskvrnná – Chersotis multangula, otakárek fenyklový – Papilio machaon, vakonoši – Eumasia parietariella atd.), pavouci (sklípkánek pontický – Atypus muralis, stepník rudý Eresus kollari, slíďák Alopecosa schmidti atd.). Z obratlovců můžeme zahlédnout ještěrku zelenou (Lacerta viridis) a užovku hladkou (Coronella austriaca). Na Babu občas zalítne i poštolka obecná (Falco tinnunculus), ťuhýk obecný (Lanius collurio) a běžné křovinné druhy.

## Předměty ochrany
Hlavním předmětem ochrany jsou skály na vltavských svazích (které tvoří proterozoické břidlice), rokle v severní části území, porosty dřevin pod skalami… Celkové množství dřevin je třeba redukovat spíše více, než méně (jedná se převážně o akát). Na území by se měl ponechat alespoň malý podíl autochtonních dřevin.
Pozn. pouze nejvýznamnější druhy byly vybrány jako hlavní předměty ochrany: 
Mezi ohrožené chráněné druhy vyhlášky č. 395/1992 patří hvězdnice zlatovlásek (Aster linosyris), chrpa chlumní (Centaurea triumfettii), kavyl Ivanův (Stipa pennata), modřenec tenkokvětý (Muscari tenuiflorum), otakárek ovocný (Iphiclides podalirius), tařice skalní (Aurinia saxatilis), třemdava bílá (Dictamnus albus), ťuhýk obecný (Lanius collurio), ještěrka zelená (Lacerta viridis).
Mezi silně ohrožené chráněné druhy vyhlášky č. 395/1992 patří oman německý (Inula germanica), užovka hladká (Coronella austriaca) 

## Praktikované způsoby managementu
Vypalování křovin bylo v minulosti způsobené díky parním lokomotivám, tím se redukoval porost. Zároveň hrála významnou roli i pastva koz, která ale byla po druhé světové válce ukončena. Území rychle zarůstá dřevinami a je nutné tento porost redukovat s minimálně dosavadní intenzitou. Pastva je nejvhodnějším regulačním managementem pro území. Od roku 2000 se na Babě každoročně pasou stáda koz a ovcí, ale aby se zvýšila účinnost pastvy je zapotřebí zvýšit podíl koz ve stádu (jelikož kozy se dokáží lépe pohybovat ve skalnatém terénu a efektivněji okusují dřeviny nežli ovce) a pást je dříve než na konci pastevní sezóny (tedy nejlépe v květnu či červnu). V současné době se pase až v říjnu, kdy je vegetace už přerostlá a zvířatům ani tolik nechutná, proto ji okusují míň a pastva je méně účinná. Dalším způsobem, jak pečovat o území je doplnit pastvu o další odběr biomasy (seč a odstraňování křovin intenzivně na malé ploše, anebo extenzivně na celém území a několikrát do roka). Termín seče by se měl provádět cca dva měsíce před, anebo po pastvě (tedy ideálně červenec-srpen)
Pastvu lze provádět třemi způsoby:
1. Na volno s profesionálním pastevcem, při kterém pastevec se psem pase stádo v rezervaci a v noci jsou zvířata uzavřena v ohradníku na okraji rezervace.
2. Pastva v oplůtcích – pase se intenzivněji na menší plochách. Zaručuje rovnoměrné vypasení porostů. Přes den jsou zvířata v oplůtcích a přes noc v ohradníku mimo rezervaci. Tento způsob není pro toto ZCHÚ (zvláště chráněné území) příliš vhodné vzhledem k vysoké návštěvnosti území.
3. Trvalejší oplocení pro pastvu koz – vhodný pro velmi hustě zarostlá území dřevinami v členitém terénu. Zvířata se zde pasou celoročně. Na jeden hektar plochy je optimální umístit cca 10 kusů koz.[4]

## Plán péče

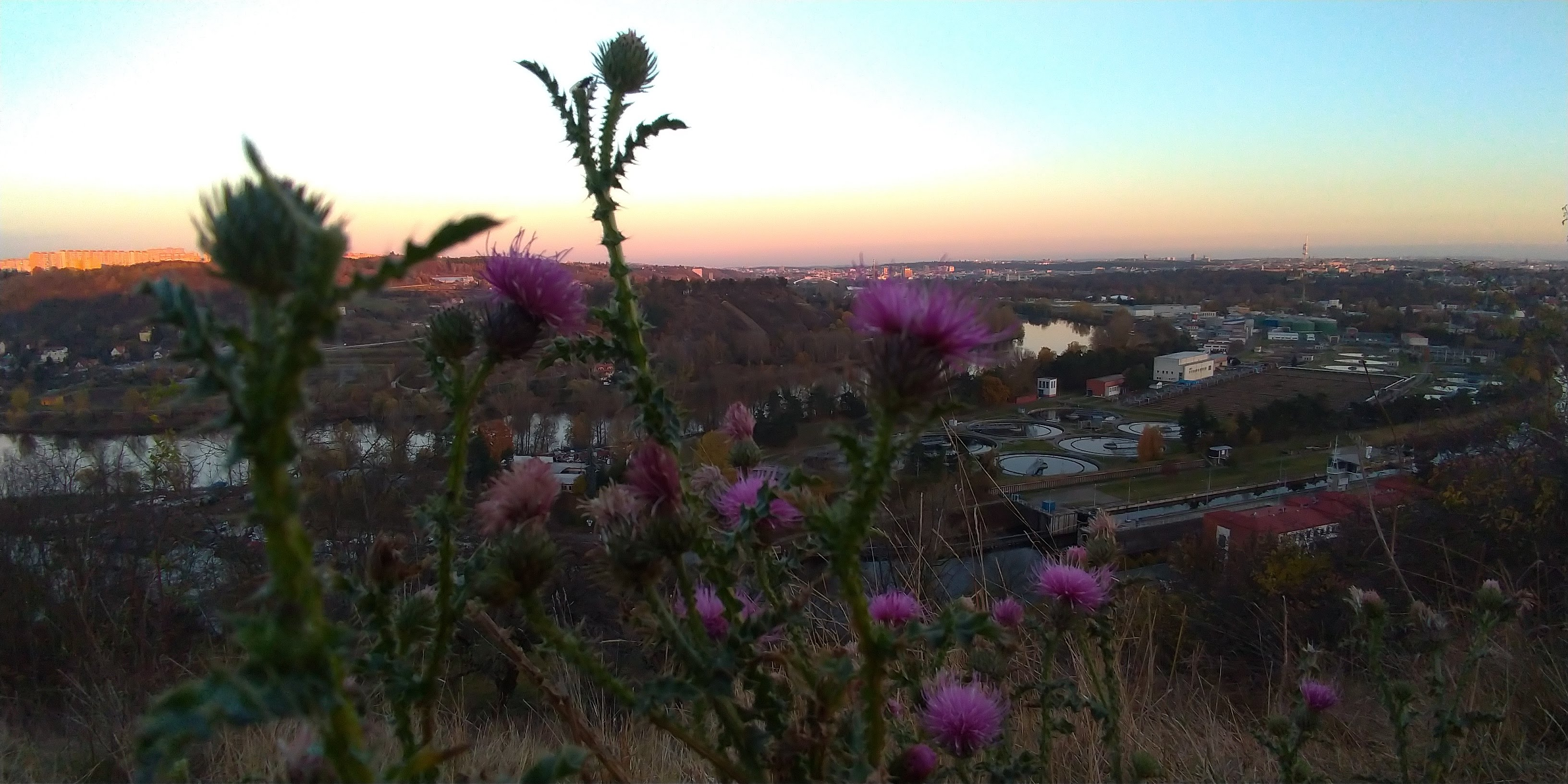
Porost se na Babě musí regulovat

Pro péči o území je nezbytné dělat dva typy zásahů, a to redukci dřevin a péči o travní porosty. Při redukci dřevin je nejdůležitější zaměřit se na invazní trnovník akátu (Robinia pseudacacia) a jeho potírání arboricidem, jasan ztepilý (Fraxinus excelsior), slivoň trnku (Prunus spinosa), javor mléč (Acer platanoides), růži šípkovou (Rosa canina), slivoň mahalebku (Prunus mahaleb), javor babyka (Acer campestre), jilmu habrolistého (Ulmus minor), dub letní (Quercus robur) atd.

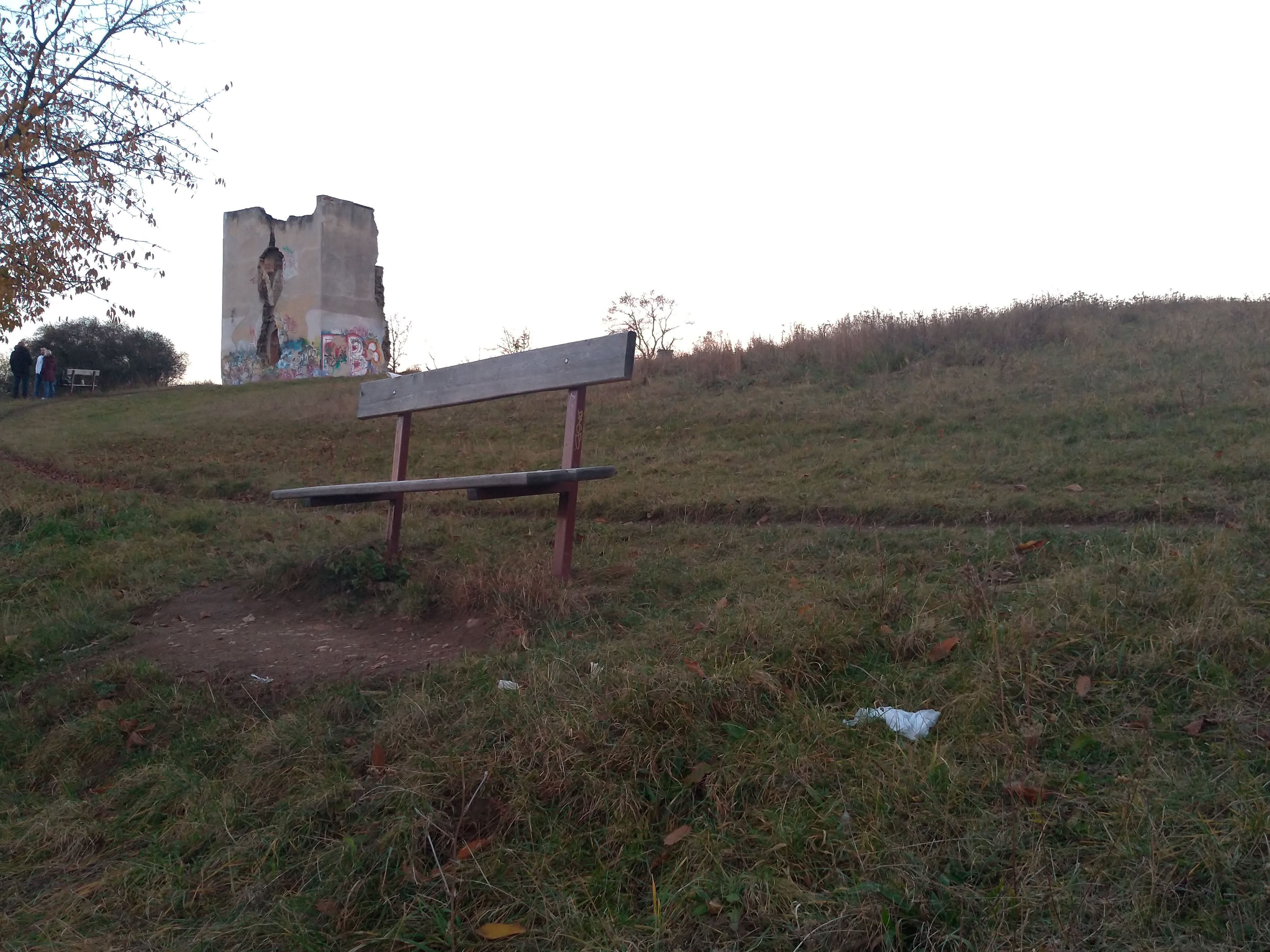
Občas se lidé nechovají tak, jak by se na přírodní památce měli chovat

Pastva smíšeného stáda koz a ovcí by se měla provádět s vyšším počtem zvířat (cca 60 oproti nynějším 40) a s větším zastoupením koz. Pást by se mělo na jaře a po dobu alespoň 20 dní. Tento způsob péče o travní porosty je možno doplnit kosením (cca dva měsíce před, nebo po pastvě). Pokosená biomasa se musí co nejdříve uklidit.

## Turismus

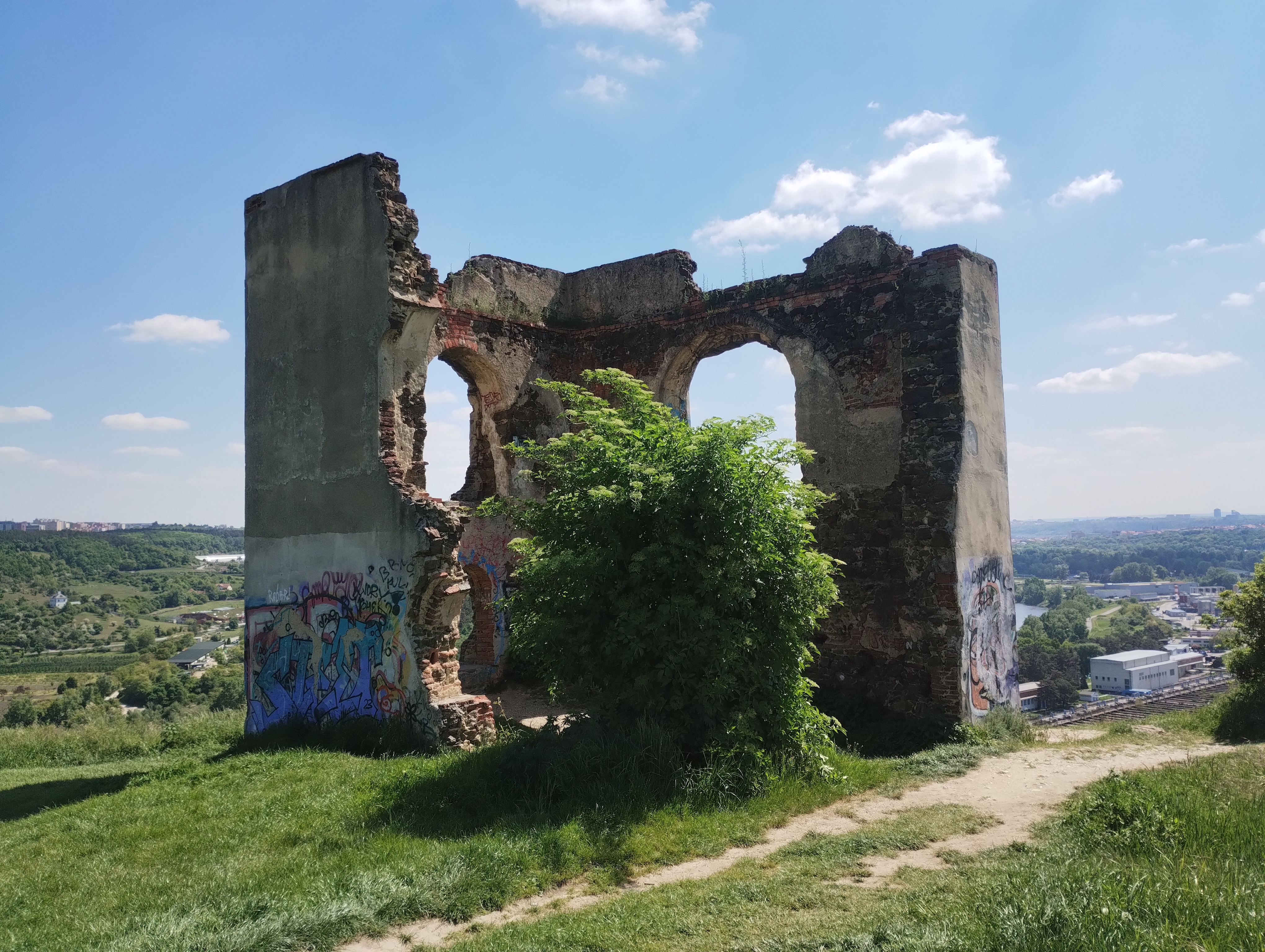
Zřícenina Baba

Významným turistickým cílem je zejména romantická zřícenina Baba, odkud je výhled na Dejvice a Hradčany, ale také na Trojský most, kousek od zříceniny se nachází Dolní Šárka. Vysoká návštěvnost má za následek sešlap půdy (v některých místech pozitivní, v jiných na hranici únosnosti) a znečištění přírodní památky odpadky a výkaly. V plánu péče zatím není regulace návštěvníků.